# 192
192（百九十二、ひゃくきゅうじゅうに）は自然数、また整数において、191の次で193の前の数である。

## 性質
- 192 は合成数であり、約数は1, 2, 3, 4, 6, 8, 12, 16, 24, 32, 48, 64, 96, 192である。
  - 約数の和は508。
  - 43番目の過剰数である。1つ前は186、次は196。
  - 約数を14個もつ最小の数である。次は320。
    - 約数を n 個もつ最小の数とみたとき。1つ前の13個は4096、次の15個は144。(オンライン整数列大辞典の数列 A005179)

  - 自分自身のすべての約数の積が自分自身の7乗になる最小の数である。1つ前の6乗は60、次の8乗は120。(オンライン整数列大辞典の数列 A003680)
- 56番目のハーシャッド数である。1つ前は190、次は195。
  - 12を基とする4番目のハーシャッド数である。1つ前は156、次は228。
- 1/192 = 0.0052083…（下線部は循環節で長さは1）
  - 逆数が循環小数になる数で循環節が1になる21番目の数である。1つ前は180、次は225。(オンライン整数列大辞典の数列 A070021)
- 192 = 4 × 6 × 8
  - 3連続の偶数の積で表せる数である。1つ前は48、次は480。
  - n = 4 のときの n (n + 2)(n + 4) の値とみたとき1つ前は105、次は315。
- 192 = 3 × 43
  - n = 3 のときの n × 4n の値とみたとき1つ前は32、次は1024。(オンライン整数列大辞典の数列 A018215)
  - n = 4 のときの 3n 3 の値とみたとき1つ前は81、次は375。(オンライン整数列大辞典の数列 A117642)
  - n = 3 のときの 3 × 4n の値とみたとき1つ前は48、次は768。(オンライン整数列大辞典の数列 A164346)
- 192 = 3 × 82
  - n = 8 のときの 3n 2 の値とみたとき1つ前は147、次は243。(オンライン整数列大辞典の数列 A033428)
- 192 = 43 + 43 + 43
  - 3つの正の数の立方数の和1通りで表せる27番目の数である。1つ前は190、次は197。(オンライン整数列大辞典の数列 A025395)
- 192 = 26 × 3
  - 2つの異なる素因数の積で p 6 × q の形で表せる最小の数である。次は320。(オンライン整数列大辞典の数列 A189987)
- 192 = 26 × 31
  - 2i × 3 j (i ≧ 1, j ≧ 1) の形で表せる13番目の数である。1つ前は162、次は216。(オンライン整数列大辞典の数列 A033845)
  - 2i × 3 j (i ≧ 0, j ≧ 0) の形で表せる25番目の数である。1つ前は162、次は216。(オンライン整数列大辞典の数列 A003586)
    - この数で表せるN進法での逆数は有限小数になる。
例．1/192 = 1/520(6) = 0.001043(6) 、1/192 = 1/140(12) = 0.009(12)

  - n = 6 のときの 2n × 3 の値とみたとき1つ前は96、次は384。(オンライン整数列大辞典の数列 A007283)
- 192 = 28 − 82
  - n = 8 のときの 2n − n 2 の値とみたとき1つ前は79、次は431。(オンライン整数列大辞典の数列 A024012)
- 192 = 82 + 82 + 82
  - 3つの平方数の和1通りで表せる66番目の数である。1つ前は190、次は193。(オンライン整数列大辞典の数列 A025321)
- n = 192 のとき n と n − 1 を並べた数を作ると素数になる。n と n − 1 を並べた数が素数になる22番目の数である。1つ前は180、次は198。(オンライン整数列大辞典の数列 A054211)
- n = 192 のとき n と n + 1 を並べた数を作ると素数になる。n と n + 1 を並べた数が素数になる26番目の数である。1つ前は188、次は200。(オンライン整数列大辞典の数列 A030457)
  - n = 192 のとき n と n − 1 および n と n + 1 を並べた数が素数になる6番目の数である。1つ前は180、次は270。(オンライン整数列大辞典の数列 A068700)
例．192191 と 192193 は素数。またこの2つの素数は双子素数である。
- 192 = 142 − 4
  - n = 14 のときの n 2 − 4 の値とみたとき1つ前は165、次は221。(オンライン整数列大辞典の数列 A028347)
- 192 = 162 − 64
  - n = 16 のときの n 2 − 64 の値とみたとき1つ前は161、次は225。(オンライン整数列大辞典の数列 A098849)
- 192 = 192 − 169
  - n = 19 のときの n 2 − 132 の値とみたとき1つ前は155、次は231。(オンライン整数列大辞典の数列 A132768)
- 約数の和が192になる数は5個ある。(105, 141, 155, 161, 191) 約数の和5個で表せる3番目の数である。1つ前は144、次は216。
- 各位の和が12になる15番目の数である。1つ前は183、次は219。

## その他 192 に関連すること
- 西暦192年
- 紀元前192年
- 第192代ローマ教皇は、ケレスティヌス5世（在位：1294年7月5日～12月13日）である。
- ジョーダン・192は、ジョーダン・グランプリのフォーミュラ1カー。
- 年始から数えて192日目は、7月11日(閏年では7月10日)である。
- MOA-2007-BLG-192Lは、いて座の方角にある恒星。
  - MOA-2007-BLG-192Lbは、その惑星。
- グラハム(USS Graham, DD-192)は、アメリカ海軍の駆逐艦。
- アイズナー(USS Eisner, DE-192)は、アメリカ海軍の護衛駆逐艦。
- セイルフィッシュ(USS Sailfish, SS-192)は、アメリカ海軍の潜水艦。